# Alessi
Pour les articles homonymes, voir Alessi (homonymie).
Alessi est une entreprise italienne fondée en 1921 par Giovanni Alessi à Crusinallo, dans le Piémont. Alessi est connue pour ses objets design.
Elle se présente dans les foires commerciales des années 1920 comme un atelier de fonderie spécialisé dans le travail du cuivre, du nickel et du maillechort, se caractérisant par ses expérimentations novatrices. L'entreprise se concentre dès 1929 sur la production d'objets de table pour la maison, en cuivre nickelé ou argenté. Carlo Alessi, le fils de Giovanni, est nommé en 1935 directeur de la création, et dans les années qui suivent, les méthodes de fabrication artisanales font place à la fabrication industrielle. En 1945, Carlo Alessi crée le service à café et à thé Bombé et est rejoint par son jeune frère Ettore. En 1955, Alessi commence à collaborer avec des architectes et des designers. 
L'entreprise est maintenant dirigée par Alberto Alessi qui continue à travailler avec les designers et architectes les plus renommés. Depuis 2006, Alessi commercialise trois lignes de produits : A di Alessi (produits les plus accessibles), Alessi (collection principale) et Officina Alessi (produits expérimentaux et en petite série).

## Produits Alessi
Alessi fabrique surtout des articles d'arts de la table et de cuisine. Depuis quelques années, Alessi commercialise également du linge de table, des montres, des bijoux et aussi des téléphones.
Certains de leurs produits sont devenus des classiques du design :
- Service à thé et café Bombé (1945), Carlo Alessi
- Cafetière 9090 (1978), Richard Sapper
- Bouilloire musicale 9091 (1983), Richard Sapper
- Service à thé et café (1983), Richard Meier
- Cafetière La Conica (1984), Aldo Rossi
- Cendrier Spirale (1986), Achille Castiglioni
- Bouilloire Il Conico (1986), Aldo Rossi
- Presse-agrume Juicy Salif (1990), Philippe Starck
- Tire-bouchon Anna G (1994), Alessandro Mendini
- Service à thé et café JN (2005), Jean Nouvel
- Vases Ecolo (1995), Enzo Mari

Alessi réédite également des objets créés au début du XXe siècle par Christopher Dresser, Josef Hoffmann, Otto Rittweger ou Marianne Brandt.

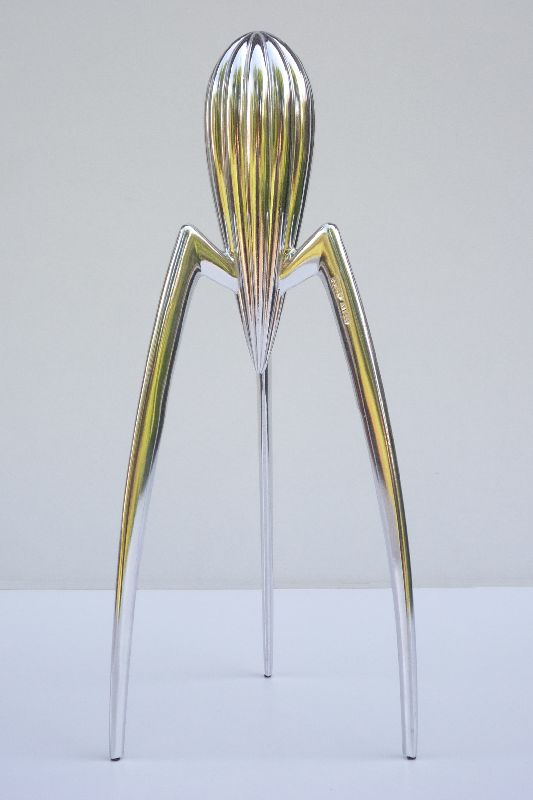
Presse-agrume Juicy Salif, P. Starck
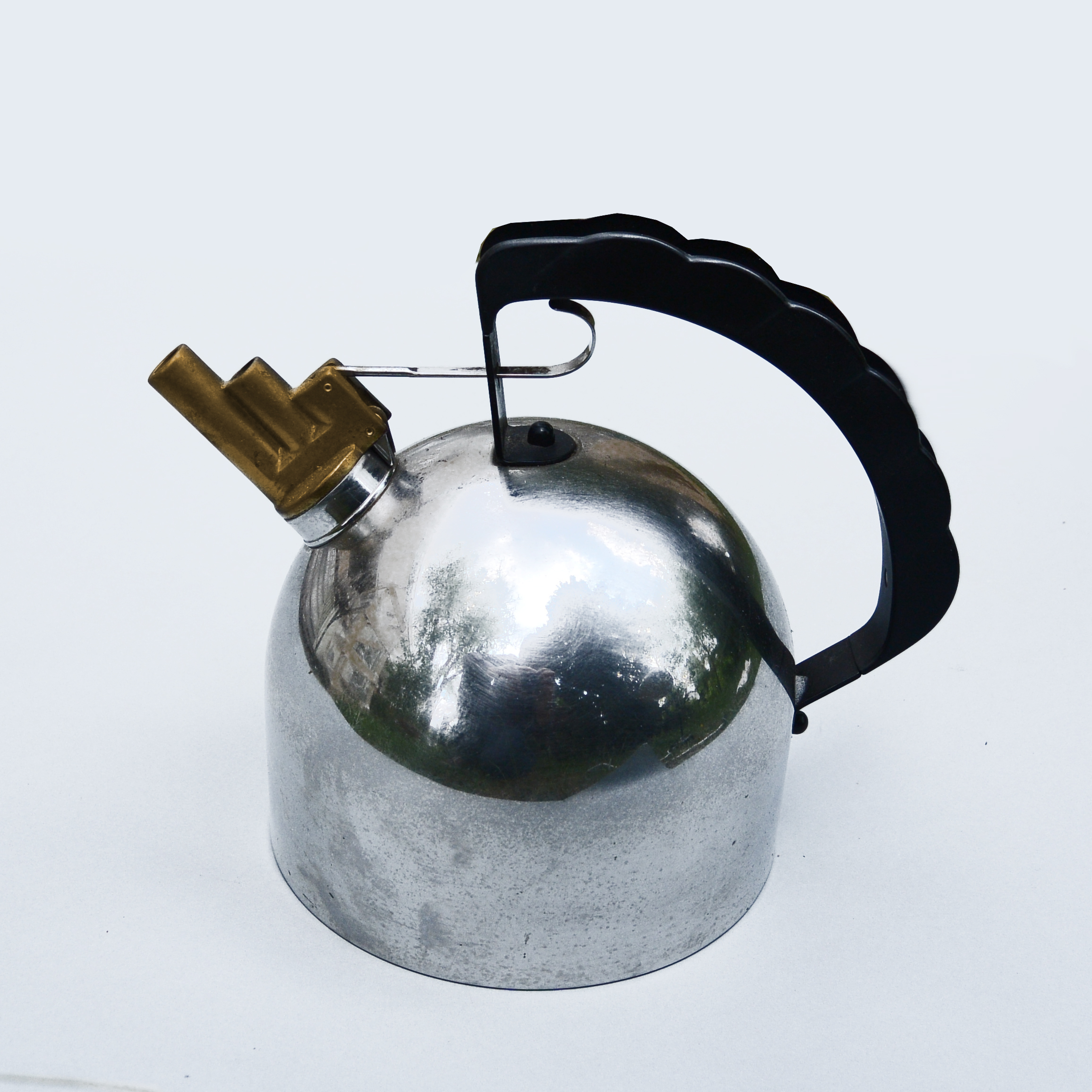
Bouilloire musicale 9001, R. Sapper

## Principaux designers ayant travaillé pour Alessi
- Wiel Arets
- Mario Botta
- Ronan & Erwan Bouroullec
- Norman Foster
- Future Systems
- Frank Gehry
- Michael Graves
- Zaha Hadid
- Hans Hollein
- Toyo Ito
- Charles Jencks
- Harri Koskinen
- Greg Lynn

- Enzo Mari
- Richard Meier
- Alessandro Mendini
- Jasper Morrison
- MVRDV
- Marc Newson
- Jean Nouvel
- Aldo Rossi
- SANAA
- Richard Sapper
- Ettore Sottsass
- Philippe Starck
- Patricia Urquiola
- Robert Venturi
- Peter Zumthor